# Zollhaus (Welzow)
Zollhaus, niedersorbisch Cłonica, ist ein zum Ortsteil Proschim gehörender Wohnplatz der Stadt Welzow im Landkreis Spree-Neiße im Süden des Landes Brandenburg. Die Streusiedlung geht auf den historischen Gasthof „Altes Zollhaus“ im Ort zurück, das unter Denkmalschutz steht, dieses ist wiederum nach einer alten Zollstation an dieser Stelle benannt.

## Lage
Zollhaus liegt in der Niederlausitz, unmittelbar nördlich der Grenze zu Sachsen. Die Siedlung liegt jeweils zwölf Kilometer Luftlinie westlich von Spremberg bzw. nordwestlich von Hoyerswerda und 14 Kilometer östlich von Senftenberg. Umliegende Ortschaften sind Karlsfeld im Norden, die beiden sächsischen Dörfer Sabrodt im Südosten und Bluno im Süden sowie Proschim im Nordwesten. Nördlich des namensgebenden Zollhauses liegt der Zollhausteich.
Der Ort liegt an der Kreisstraße 7120 zwischen Karlsfeld und der Grenze zum Freistaat Sachsen. Die Landesstraße 522 liegt einen Kilometer nördlich und die Bundesstraße 156 zwei Kilometer südöstlich von Zollhaus.

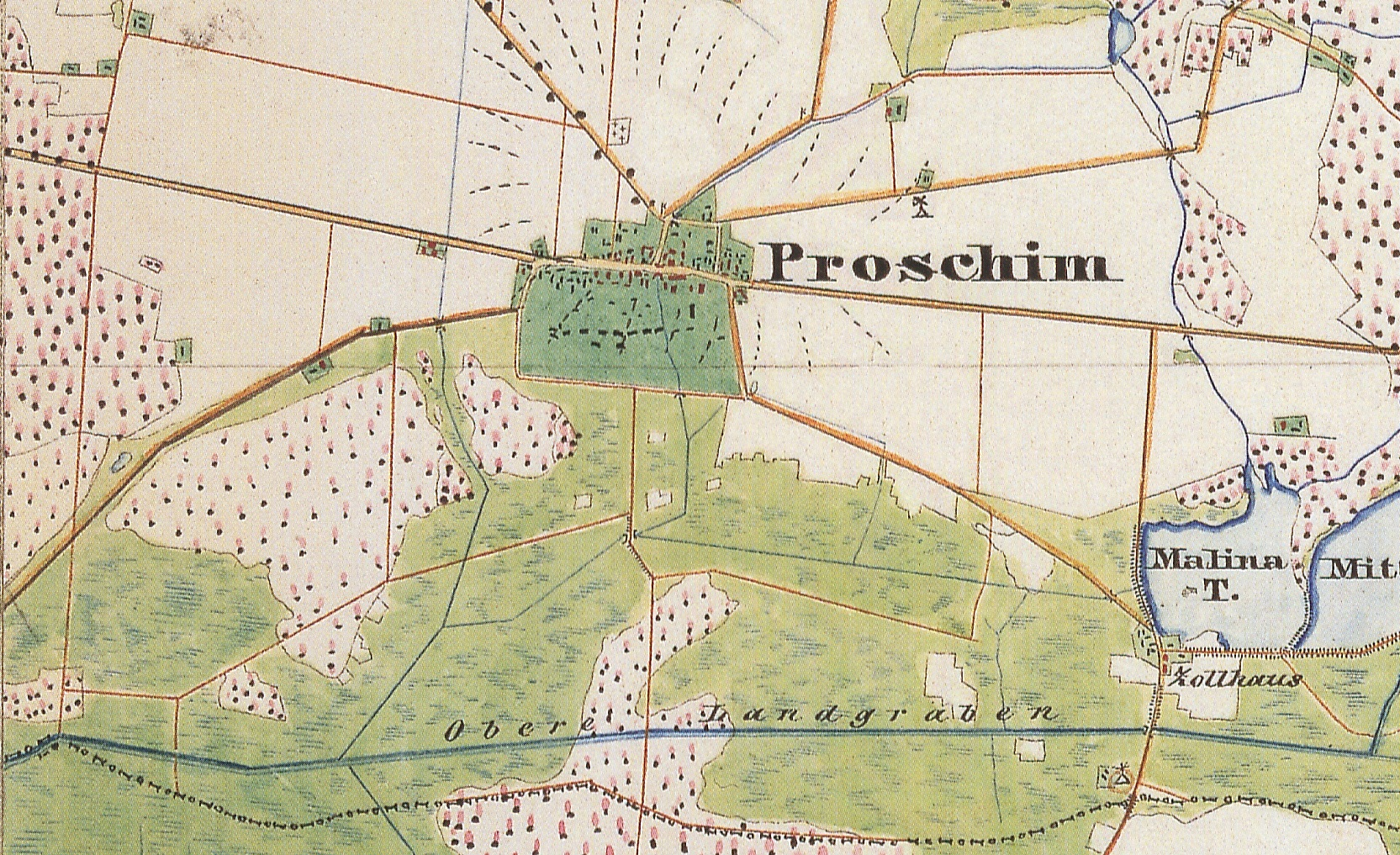
Zollhaus auf dem Urmesstischblatt von 1846

## Geschichte
Die aus vier Gehöften bestehende Siedlung Zollhaus ist bereits 1820 als Proschimer Zollhaus erwähnt. Die damals aus zwei Feuerstellen (Wohnhäuser) bestehende Siedlung hatte neun Einwohner. Im Topographisch-statistischen Handbuch des Regierungs-Bezirks Frankfurt a. O. von 1867 ist die Siedlung als ausgebaute Zollschänke bezeichnet. Sie fungiert wahrscheinlich schon vor 1800 als eine Zollstation an der Grenze zwischen dem Markgraftum Niederlausitz und dem Markgraftum Oberlausitz sowie später zwischen den preußischen Provinzen Brandenburg und Schlesien.
Die historische Gaststätte entstand um dem Jahr 1888 (nach abweichenden Angaben 1899) mit der Errichtung eines Anwesens durch den Proschimer Gastwirt Ernst Scheack, der in dem Gebäude eine Gastwirtschaft mit dem Namen „Altes Zollhaus“ betrieb. Die Wirtschaft wurde 1958 eingestellt, seit 1989 steht das Gebäude leer.
Das alte Zollhaus an der K 7120 steht unter Denkmalschutz. Am 26. Oktober 2003 wurde die Gemeinde Proschim, zu der Zollhaus seit jeher verwaltungstechnisch gehörte, in die Stadt Welzow eingemeindet. Die Siedlung war nach der Genehmigung zur Öffnung des Teilfeldes II des Braunkohletagebaus Welzow-Süd von der Devastierung bedroht. Am 13. Januar 2021 gab der Tagebaubetreiber LEAG bekannt, auf eine Öffnung des Teilfeldes zu verzichten, wodurch Zollhaus nun nicht abgebaggert wird.